# Pedro do Rosário
Pedro do Rosário é um município brasileiro do estado do Maranhão, Região Nordeste do país. Sua população estimada pelo Instituto Brasileiro de Geografia e Estatística (IBGE) era de 24 930 habitantes em 2018. Fica localizado no norte do Maranhão, numa região conhecida como Baixada Maranhense.
O município teve em sua primeira gestão Maria do Rosário, que administrou a prefeitura da cidade por 8 anos. O nome do município surgiu em razão do primeiro comerciante do povoado, Pedro Cunha Mendes, ser popularmente conhecido como Pedro do Rosário. O local só recebeu esse nome muito anos depois do falecimento dele. Antes de sua municipalização, também era chamado de Bandeirante. Possivelmente por ficar as margens da estrada que liga Pinheiro a Zé Doca.

## História
Pedro do Rosário anteriormente recebida o nome de povoado Bela Vista, sendo pertencente ao município de Pinheiro. Teve sua origem com Leocádio e família, que foram os primeiros moradores do lugar. Por volta de 1959, chegou ao lugarejo o Sr. José Maria Cutrim, acompanhado de sua família, que construiu moradia ao lado de Leocádio e batizaram o lugar com o nome de Bela Vista, pela beleza natural formada por um grande barranco, ornamentado pelo imenso palmeiral de babaçu e juçara, configurando um cenário de rara beleza.
Foi elevado à categoria de município e distrito, recebendo a denominação de Pedro do Rosário, através da lei estadual nº 6190, de 10 de novembro de 1994. Seu desmembramento foi do município de Pinheiro. Sua instalação ocorreu em 1º de janeiro de 1997.

## Geografia
O município de Pedro do Rosário possui uma extensão territorial de 1.753,867 quilômetros quadrados, ocupando a 50 posição entre os 217 municípios maranhenses em termos de área.

### Demografia
Segundo dados do Censo Demográfico de 2022, Pedro do Rosário contava com 24.320 habitantes, resultando em uma densidade populacional de aproximadamente 13,87 habitante por quilômetro quadrado. No contexto estadual, o município ocupava a 66 posição em número de habitantes e a 147 em densidade demográfica comparando-se com outros municípios do estado do Maranhão. A estimativa populacional para o ano de 2024 era de 24.917 habitantes.

### Educação
Em 2010, a taxa de escolarização de crianças entre 6 e 14 anos em Pedro do Rosário era de 98,1 %, colocando o município na 28 colocação entre os 217 do estado. Quanto ao Índice de Desenvolvimento da Educação Básica (IDEB) referente ao ano de 2023, os anos iniciais do ensino fundamental na rede pública apresentaram índice de 4,4 enquanto os anos finais atingiram 4,1.
| Taxa de escolarização de 6 a 14 anos de idade [2010]             | 98,1 %           |
| IDEB – Anos iniciais do ensino fundamental (Rede pública) [2023] | 4,4              |
| IDEB – Anos finais do ensino fundamental (Rede pública) [2023]   | 4,1              |
| Matrículas no ensino fundamental [2023]                          | 4.374 matrículas |
| Matrículas no ensino médio [2023]                                | 782 matrículas   |
| Docentes no ensino fundamental [2023]                            | 401 docentes     |
| Docentes no ensino médio [2023]                                  | 47 docentes      |
| Número de estabelecimentos de ensino fundamental [2023]          | 76 escolas       |
| Número de estabelecimentos de ensino médio [2023]                | 4 escolas        |

Fonte: IBGE

## Economia
Em 2021, o Produto Interno Bruto (PIB) per capita de Pedro do Rosário foi de R$ 6.177,79, valor que colocava o município na 211 posição entre os 217 do estado do Maranhão. Já em 2023, as receitas oriundas de fontes externas representavam 96,80 % do total arrecadado pelo município, o que o posicionava em 18 lugar no ranking estadual.
| PIB per capita [2021]                                                                           | 6.177,79 R$       |
| Índice de Desenvolvimento Humano Municipal (IDHM) [2010]                                        | 0,516             |
| Total de receitas brutas realizadas [2023]                                                      | 134.625.683,04 R$ |
| Transferências correntes (Percentual em relação às receitas correntes brutas realizadas) [2023] | 96,80 %           |
| Total de despesas brutas empenhadas [2023]                                                      | 133.949.013,30 R$ |

Fonte: IBGE
| Salário médio mensal dos trabalhadores formais [2022]                                             | 2,3 salários mínimos |
| Pessoal ocupado [2022]                                                                            | 1.831 pessoas        |
| População ocupada [2022]                                                                          | 7,53 %               |
| Percentual da população com rendimento nominal mensal per capita de até 1/2 salário mínimo [2010] | 56,5 %               |

Fonte: IBGE